# 2469 Tadjikistan
A 2469 Tadjikistan (ideiglenes jelöléssel 1970 HA) a Naprendszer kisbolygóövében található aszteroida. Tamara Mihajlovna Szmirnova fedezte fel 1970. április 27-én.